# Дупны
Дупны — село в составе Северного муниципального образования Чернского района Тульской области РФ, входит в состав территории, относящейся к Подгорной сельской администрации с центром в посёлке Подгорный. До апреля 2014 года входило в состав ныне упразднённого Поповского сельского поселения.

## Описание

### География
Село находится в юго-восточной части Чернского района в 5 км от сельского административного центра — посёлка Подгорный, в 10 км от центра муниципального образования — деревни Поповка 1-я. Располагается в лесистой низменной местности у истока небольшой пересохшей речки-ручья Дупенки, напоминанием которой является пруд в центре села.

### Название
Название получено по географическому признаку — от речки-ручья Дубны (Дупенки). Со временем в народном говоре буква «б» трансформировалась в «п» и называться стало селение «Дупна(ы)».

### История
Время образования поселения неизвестно. Можно только предположить, что оно появилось до постройки в селении храма. Упоминание о селении сохранилось в списке Дозорной книги поместных и вотчинных земель Чернского уезда письма Поликарпа Давыдова и подъячего Матвея Лужина за 1615 год, где сказано: «Сельцо, что была деревня, Дубна, на верху (на овраге) на Дубне. А в нем храм Рождества Господа Бога и Спаса нашего Исуса Христа, древяна (деревянная), клетцки. А в церкви Божие милосердие: образы и книги, и ризы, и всякое церковное строенье мирское».
По преданию первый приход в этой местности был в деревне Плотской (Плоская) (ныне Сукманово), которая упомянута также за 1615 год, что подтверждалось планом и межевой книгой на церковную землю при этой церкви, которые хранились в дупновском храме. Деревянный храм в селе Дупны по церковным документам   упоминается за 1787 год.  Каменный, во имя Рождества Христова, был построен в 1828 году на средства прихожан. Правый тёплый придел, во имя сошествия Святого Духа, пристроили в 1835 году, левый придел, также тёплый, во имя Рождества Иоанна Предтечи — в 1837. В разное время в состав прихода входили: само село Дупны; деревни: Александровка (Хутор) (ныне не сущ.), Большой Конь, Малый Конь, Сукмановские Выселки (Глинки), Николаевские выселки (ныне не сущ.), Западное (Озёрки), Ачкасово (Очкасова, Прилепы); хутор Агничный; сельцо: Агничное (Агнична, Огничная), Богородицкое (Шепелева, Шепелевка), Большой Конь (бывшая помещичья усадьба), Сукманово(а) (Плоская, Плотское), Проходное (Проходная), Леонтьева (Троицкое). Существовавшая земская школа, в 1886 году была преобразована в церковно-приходскую. В 1859 году в селе насчитывалось 19 крестьянских дворов, в 1915 году — 36. До революции в селе находилось имение графини Бутурлиной. В советское время имелись две начальные школы. В 1956 году была построена 8-летняя школа, но в 1976 году, из-за отсутствия учащихся, была закрыта. В селе находится братская могила воинов, погибших во время Великой Отечественной войны, где захоронено 16 человек.

## Население
| Годы      | 1857  | 1859 | 1915 | 2010 |
| --------- | ----- | ---- | ---- | ---- |
| Население | 208 * | 240  | 235  | 0    |

* 7 человек военного ведомства, 201 — крепостных помещичьих